# نايل لوسي
نايل لوسي (بالإنجليزية: Niall Lucy)‏ هو كاتب أسترالي، ولد في 11 نوفمبر 1956، وتوفي في 5 يونيو 2014.